# Beaumont-sur-Dême
Beaumont-sur-Dême település Franciaországban, Sarthe megyében. Lakosainak száma 329 fő (2022. január 1.). Beaumont-sur-Dême Villedieu-le-Château, Épeigné-sur-Dême, Dissay-sous-Courcillon és Marçon községekkel határos.

## Népesség
A település népességének változása:
| Lakosok száma | 364  | 343  | 341  | 331  | 329  | 327  | 328  | 328  | 329  |
|               | 2013 | 2015 | 2016 | 2017 | 2018 | 2019 | 2020 | 2021 | 2022 |